# Somerset County (Maryland)
Das Somerset County ist ein County im US-Bundesstaat Maryland. Der Verwaltungssitz (County Seat) ist Princess Anne. Bei der Volkszählung im Jahr 2020 hatte das County 24.620 Einwohner und eine Bevölkerungsdichte von 29 Einwohnern pro Quadratkilometer.

## Geographie
Das County liegt auf der Delmarva-Halbinsel am östlichen Ufer der Chesapeake Bay, grenzt im Süden an Virginia und ist das südlichste County von Maryland. Das Somerset County hat eine Fläche von 1582 Quadratkilometern; davon sind 734 Quadratkilometer (46,43 Prozent) Wasserflächen. Es grenzt an folgende Countys:
|  | Wicomico County |                  |
|  |                 | Worcester County |
|  | Accomack County |                  |

## Geschichte
Das Somerset County wurde 1666 per Order-in-Council auf ehemaligem Indianerland gebildet. Benannt wurde es nach Mary, Lady Somerset, der Schwägerin von Cæcilius Calvert, 2. Baron Baltimore.
1742 wurde das spätere Worcester County ausgegliedert. 1867 wurde aus Teilen des Somerset und des Worcester County das heutige Wicomico County gegründet.
73 Bauwerke und Stätten des Countys sind im National Register of Historic Places eingetragen (Stand 14. November 2017).

## Demografische Daten
Nach der Volkszählung im Jahr 2010 lebten im Somerset County 26.470 Menschen in 8.341 Haushalten. Die Bevölkerungsdichte betrug 31,2 Einwohner pro Quadratkilometer. In den 8.341 Haushalten lebten statistisch je 2,30 Personen.
Ethnisch betrachtet setzte sich die Bevölkerung zusammen aus  53,5 Prozent Weißen, 42,3 Prozent Afroamerikanern, 0,3 Prozent amerikanischen Ureinwohnern, 0,7 Prozent Asiaten sowie aus anderen ethnischen Gruppen; 1,7 Prozent stammten von zwei oder mehr Ethnien ab. Unabhängig von der ethnischen Zugehörigkeit waren 3,3 Prozent der Bevölkerung spanischer oder lateinamerikanischer Abstammung.
18,0 Prozent der Bevölkerung waren unter 18 Jahre alt, 68,1 Prozent waren zwischen 18 und 64 und 13,9 Prozent waren 65 Jahre oder älter. 46,4 Prozent der Bevölkerung war weiblich.

Das jährliche Durchschnittseinkommen eines Haushalts lag bei 35,621 USD. Das Prokopfeinkommen betrug 17.378 USD. 24,0 Prozent der Einwohner lebten unterhalb der Armutsgrenze.

## Städte und Gemeinden
| City - Crisfield | Town - Princess Anne |

Census-designated places (CDP)
| - Chance - Dames Quarter - Deal Island | - Eden - Fairmount - Frenchtown-Rumbly | - Mount Vernon - Smith Island - West Pocomoke |

Unincorporated Communitys
| - Ewell - Kingston - Manokin - Marion Station - Oriole | - Rehobeth - Rhodes Point - Shelltown - Tylerton - Upper Fairmount | - Upper Falls - Wenona - Westover |